# Waldgebiet Brock
Das Naturschutzgebiet Waldgebiet Brock liegt auf dem Gebiet der Städte Drensteinfurt und Sendenhorst im Kreis Warendorf in Nordrhein-Westfalen. Das etwa 76 ha große Gebiet, das im Jahr 2004 unter Naturschutz gestellt wurde, erstreckt sich nördlich der Kernstadt Drensteinfurt. Am südwestlichen Rand fließt die Werse, östlich verläuft die Landesstraße L 585 und westlich die B 54.